# كريستيان تولا
كريستيان تولا (بالإسبانية: Cristian Tula)‏ هو لاعب كرة قدم أرجنتيني في مركز الدفاع، ولد في 28 يناير 1978 في مدينة روسون، تشوبوت في الأرجنتين. لعب مع أتلتيكو ناسيونال وأرسنال ساراندي وإنديبندينتي وريفر بليت وفيرو كاريل أويستي ونادي سان لورينزو.

## وصلات خارجية
- كريستيان تولا على موقع إي إس بي إن إف سي (الإنجليزية)
- كريستيان تولا على موقع قاعدة بيانات كرة القدم.إي يو (الإنجليزية)
- كريستيان تولا على موقع Soccerway.com (الإنجليزية)